# Frederiksberg Centret
Frederiksberg Centret, også markedsført som FRBC Shopping, er et indkøbscenter beliggende på Frederiksberg ved den nye bymidte ved Falkoner Plads imellem Falkoner Allé (et af Frederiksbergs centrale forretningsstrøg), Solbjergvej og Solbjerg Plads.
Centret består af 90 butikker (pr. marts 2015) fordelt på i alt 32.000 m² og 4 etager. Endvidere er der et parkeringstag med 450 parkeringspladser med gratis parkering i op til 1 time. Ved siden af standser Metroen på den underjordiske Frederiksberg Station (åbnet 29. maj 2003). Der er direkte adgang fra stationen til centret, der pr. 29. september 2019 også har adgang til Cityringen.
Frederiksberg Centret slog dørene op for de handlende den 18. september 1996. Den 26. marts 2015 markeredes afslutningen på centrets ombygning med en åbningsfest.
Centret er bygget på et gammelt baneterræn, hvor Frederiksberg Station lå dengang den var S-togsstation, ligesom der også lå en mindre godsbanegård.

## Ejer
Centret er ejet af Danica Pension (to tredjedele) og Lægernes Pensionskasse (en tredjedel).

## Omsætning
I 2010 omsatte centrets daværende 65 butikker for 1,1 mia. kr. og havde en kundeskare på 6,0 mio. om året.

## Ombygningen i 2012-15
I foråret 2011 offentliggjorde den daværende ejer, Dan-Ejendomme, at centret ville blive udvidet med 10.000 m² og 25 nye butikker på en ny etage. Således ville det samlede salgsareal blive øget til 29.000 m² og i alt 90 butikker, og antallet af p-pladser ville øges fra 300 til 450. Samtidig ville den eksisterende del af centret blive opgraderet. Ombygningen var planlagt til at finde sted fra efteråret 2011 til efteråret 2013.
Torsdag den 26. marts 2015 markeredes åbningen af de nye butikker med en åbningsfest (Grand Opening), hvor borgmester Jørgen Glenthøj (K) og skuespiller og tv-vært Christiane Schaumburg-Müller O'Connor klippede den røde snor til den nye del af centret. Ombygningen havde da varet i tre år og havde kostet mere end 500 mio. kr.

## I nabolaget findes
- Falkoner Biografen

- Frederiksberg Station

- Copenhagen Business School

- Falkoner Centret

- Frederiksberg Hovedbibliotek